# 2023 en Espagne
Chronologie de l'Espagne
- 2019
- 2020
- 2021
- 2022
- 2023
- 2024
- 2025
- 2026
- 2027

Cet article présente les faits marquants de l'année 2023 en Espagne.

## Décès

### Janvier
- 2 janvier : Agustí Villaronga - Réalisateur espagnol.
- 3 janvier : Elena Huelva - Militante espagnole pour la lutte contre le cancer.
- 5 janvier : Mondeño - Torero espagnol.
- 10 janvier : José Evangelista - Compositeur et professeur de musique espagnol naturalisé canadien.
- 23 janvier : Eugenio Martín - Réalisateur et scénariste espagnol.

- Cet article est partiellement ou en totalité issu de l'article intitulé « Décès en janvier 2023 » (voir la liste des auteurs).